# 戴冠 (正德进士)
戴冠（1487年—？年），字仲鶡，號邃谷，河南承宣布政使司汝寧府信陽州（今河南省信陽市）人，明朝政治人物。

## 生平
治《書經》，行二，正德二年（1507年）由州學附學生中式丁卯科河南鄉試第二十三名舉人，正德三年（1508年）聯捷戊辰科會試第六十八名，第二甲第一百五名進士。授戶部主事，因看到太監寵倖日多，耗費大量物資俸祿，則上疏極諫。武宗閱後大怒，貶為廣東烏石驛丞。
嘉靖初年，重新起用，歷任潛山縣知縣，歷陞戶部員外郎、福建延平府知府、直隸蘇州府知府、山東提學副使，以清廉聞名於時。

## 家族
曾祖戴孟孜。祖戴缉训。父戴誼，教谕。母程氏、继母任氏。重庆下，兄巾、弟冔、昪、旒。

## 延伸阅读
[在维基数据编辑]
 《明史卷一百八十九》，出自《明史》
 《國朝獻徵錄·卷之九十五》，出自焦竑《國朝獻徵錄》